# 邱吉爾 (蒙大拿州)
邱吉爾（英語：Churchill）是位於美國蒙大拿州加拉廷縣的普查規定居民點。

## 人口
根據2020年美國人口普查的數據，邱吉爾的面積為9.20平方千米，皆為陸地。當地共有人口1030人，而人口密度為每平方千米111.96人。